# Sammo Hung
Sammo Hung właśc. Sammo Hung Kam-bo (chiń. upr. 洪金宝; chiń. trad. 洪金寶; pinyin Hóng Jīnbǎo; ur. 7 stycznia 1952 w Hongkongu) – hongkoński aktor, producent i reżyser, znany z pracy nad wieloma filmami kung-fu oraz filmami akcji. Jest także choreografem walki, współpracował m.in. z Bruce’em Lee, Jackie Chanem, King Hu, Stephenem Chow oraz Johnem Woo.